# 迈克尔·帕迪厄
迈克尔·帕迪厄(英語：Michael J. Padilla，或按西班牙北方方言译为“帕迪利亚”)是一名美国教育界人士和系列教科书《科学探索者》的作者。帕迪厄曾任美国乔治亚州雅典城乔治亚大学Aderhold科学教育杰出教授、美国克莱门森大学Eugene T. Moore教育学院主管与克莱门森大学EC学院的副主任。他也担任过多个组织的领导，包括国家科学基金会(National Science Foundation)和数个基金雄厚的美国教育部门。
近年来他开始通过自己领导的拉丁教育成就中心和克莱门森大学拉丁事务委员会这2个管道，关注英语学习人群。他的姓氏“Padilla”(帕迪厄)源于西班牙北部地名“Padilla de Abajo”(“下帕迪利亚”是该地名的半意译和半方言音译)。

## 教育经历
帕迪厄于1967年在底特律大学获得生物学学士学位，1972年在韦恩州立大学获得科学教育类教育学硕士学位，1975年在密歇根州立大学获得科学教育博士学位。
他一开始是在中学教书，后前往加拿大不列颠哥伦比亚维多利亚大学教书。1978年，他前往乔治亚大学，并在这里从助教一直爬到全职教授和系副主任(associate dean)的位置。

## 提名与奖项
- 1998年获乔治亚大学Walter B. Hill公共服务杰出成就奖(Walter B. Hill Award for Distinguished Achievement)。[1]

- 2003年获国家科学教师协会(National Science Teachers Association)杰出服务奖(Walter B. Hill Award for Distinguished Achievement)提名。

- 2012年获国家科学教师协会级别最高的Robert H. Carleton国家级领导者奖(Robert H. Carleton award for national leadership)。

## 主要著作
- 《科学探索者》(Science Explorer)丛书 (与Joannis Miaoulis, Martha Cyr等人合著，约从2000年左右开始陆续推出)(中译版：帕迪利亚 (M. J. Padilla).  [Science Explorer]. 科学探索者. 胡跃明 (译者). 浙江教育出版社. 2007年  [2016-12-26]. ISBN 9787533869373. （原始内容存档于2015-05-19） （中文（中国大陆））.)

- Michael J. Padilla. . CreateSpace Independent Publishing Platform. 2015年. ISBN 978-1511874977 （英语）.